# صلح البرانس
استمرت حرب الفروند بين فرنسا وإسبانيا لمدة 12 سنة تحالفت خلالها إسبانيا منذ عام 1651م مع دوق كونديه الثائر. وفي عام1658م عقد مزران محالفة مع الإنجليز بالتنازل لهم عن ميناء دنكرك الذي كان في أيدي الإسبانيين وهو مادفع كرومويل لإرسال جيش من ستة آلاف جندي لمساندة الجيش الفرنسي في حربه ضد الإسبانيين حيث تمكنوا من الانتصار على الإسبان بالقرب من دنكرك واستولى علها الجيش الفرنسي وسلمها بعد ذلك إلى الإنجليز.

## صلح البرانس
شعر ملك إسبانيا «فيليب الرابع» بالهزيمة والانكسار في مملكته وجيشه فلجأ للموافقة على الدخول في مفاوضات وتم عقد الصلح الذي عرف فيما بعد باسم صلح «البرانس» بين إسبانيا وفرنسا في 7 نوفمبر 1659م والذي حصلت فرنسا بموجبه على روسيليون في الجنوب وآتوا في الشمال مع الحصول على بعض المواقع في الفلاندر وفي إقليم لوكسمبورغ كما نصت المعاهدة على زواج لوي الرابع عشر من ماريا تريزا الابنة الكبرى لفيليب الرابع وبقيت المعاهدة تعمل لمدة خمسين عاما.
حيث رسخت وبشكل كامل انتصار الأسرة الحاكمة في فرنسا على أسرة هابسبورغ النمساوية كما زادت من خلال المعاهدة مساحة فرنسا بإضافة ثلاث مقاطعات جديدة إليها وهي الألزاس وآرتوا وورسيليون فيما أصبحت فرنسا بسبب ذلك في عام1659م القوة المسيطرة الوحيدة في غرب أوروبا.